# Río Huichahue
El río Huichahue es un curso natural que nace en los contrafuertes occidentales de la cordillera de los Andes de la Región de La Araucanía y fluye con dirección general oeste hasta desembocar en el río Quepe, afluente del río Cautín.

## Trayecto
Luis Risopatrón lo describe en su Diccionario jeográfico de Chile (1924):: 412  Tiene sus nacimientos entre los contrafuertes del W de Los Andes, corre hacia el W entre márjenes de campos selvosos, en los que se han establecido gran cantidad de familias de colonos nacionales i después de un largo curso, se vácia en la májen S del río Quepe, en las vecindades de la estación de ese nombre, del ferrocarril central.

## Caudal y régimen
La hoya hidrográfica del río Cautín o Imperial con sus afluentes los ríos Quepe y Muco muestra un notorio régimen pluvial, con sus crecidas en invierno, producto de lluvias invernales. En años lluviosos las crecidas ocurren entre mayo y agosto, mientras que los menores lo hacen entre enero y marzo. En años normales y secos la influencia pluvial sigue siendo de importancia, produciéndose sus mayores caudales entre junio y agosto. El período de menores caudales se presenta en el trimestre dado por los meses de enero, febrero y marzo.: 62 
La estación río Huichahue en faja 24000 está ubicada en el río Huichahue, poco antes de la junta del río Caihuico, a 150 m s. n. m.: 58 

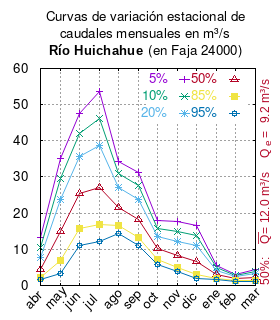
Curvas de variación estacional del río Huichahue en faja 24000.

El caudal del río (en un lugar fijo) varía en el tiempo, por lo que existen varias formas de representarlo. Una de ellas son las curvas de variación estacional que, tras largos periodos de mediciones, predicen estadísticamente el caudal mínimo que lleva el río con una probabilidad dada, llamada probabilidad de excedencia. La curva de color rojo ocre (con {\displaystyle {\color {Red}\vartriangle }}) muestra los caudales mensuales con probabilidad de excedencia de un 50%. Esto quiere decir que ese mes se han medido igual cantidad de caudales mayores que caudales menores a esa cantidad. Eso es la mediana (estadística), que se denota Qe, de la serie de caudales de ese mes. La media (estadística) es el promedio matemático de los caudales de ese mes y se denota {\displaystyle {\overline {Q}}}. 
Una vez calculados para cada mes, ambos valores son calculados para todo el año y pueden ser leídos en la columna vertical al lado derecho del diagrama. El significado de la probabilidad de excedencia del 5% es que, estadísticamente, el caudal es mayor solo una vez cada 20 años, el de 10% una vez cada 10 años, el de 20% una vez cada 5 años, el de 85% quince veces cada 16 años y la de 95% diecisiete veces cada 18 años. Dicho de otra forma, el 5% es el caudal de años extremadamente lluviosos, el 95% es el caudal de años extremadamente secos. De la estación de las crecidas puede deducirse si el caudal depende de las lluvias (mayo-julio) o del derretimiento de las nieves (septiembre-enero).

## Historia
Francisco Solano Asta-Buruaga y Cienfuegos  escribió en 1899 en su Diccionario Geográfico de la República de Chile sobre el río:
Huichahue.-—Río del departamento de Temuco. Procede del cerro Quetrodugun, á la base de los Andes, y corre hacia el NO. por alguna distancia y después al O. hasta echarse en la izquierda de río Quepe al cabo de un largo curso. Sus márgenes son en general de campos selvosos, y en las de su parte superior se establecieron en 1883 los fuertes de Llaima y Dalhuehue.